# Silvia Grijalba
Silvia Grijalba (Madrid, 1967) és una novel·lista, periodista, poeta i assagista espanyola. És directora del festival de spoken word Palabra y Música i de seminaris sobre poesia i rock, contracultura i cultura pop, entre els quals destaquen les jornades anuals Poesía del Rock de Màlaga.
Com a novel·lista, ha publicat Alivio Rápido (2003) i Atrapada en el Limbo (2006). Com a lletrista de cançons ha escrit per a Ricardo Teixidó, Justo Bagüeste i Susana Cáncer, i és co-lletrista del disc Lo Eterno es lo que más dura i de El Futuro ya no es lo que era de Javier Colis y Las Malas Lenguas, grup en el qual també toca el theremin.